# Wade Commercial Car Company
Die Wade Commercial Car Company war ein kurzlebiger US-amerikanischer Hersteller von Nutzfahrzeugen in High-Wheel-Bauart.

## Fahrzeuge
Das Unternehmen mit Sitz in Holly (Michigan) baute einen selbst für Highwheeler sehr einfachen Transporter in Express-Ausführung, wie damals Pritschenwagen bezeichnet wurden. Der Markenname lautete Wade.
Das Fahrzeug hatte eine Nutzlast von 800 lb (365 kg). Obwohl Highwheeler in der Regel sehr leicht zum Personentransport umgerüstet werden konnten, wird der Wade nur in der Nutzfahrzeugliteratur erwähnt. Demnach hatte er einen luftgekühlten Einzylindermotor mit unbekannter Leistung unter dem Wagenboden. Die Kraft wurde über ein Friktionsgetriebe und je eine Antriebskette zum linken und zum rechten Hinterrad übertragen. Der Radstand betrug nur 72 Zoll (1829 mm).
Das Fahrzeug kostete nur US$ 400,– und blieb ungefähr ein Jahr lang in Produktion. Über die produzierten Stückzahlen ist nichts bekannt, ebenso über die Ursachen der Produktionseinstellung. Diese fiel allerdings in eine Zeit, in der Highwheeler von moderneren Fahrzeugarten verdrängt wurden.